# Barbara Bielecka
Barbara Bielecka (ur. 1 stycznia 1931, zm. 23 września 2019) – polska architekt, była pracowniczka Katedry Architektury Monumentalnej na Politechnice Gdańskiej.

## Kariera
Jest autorką projektu bazyliki licheńskiej, pierwszej w Polsce, ósmej w Europie i dwunastej na świecie pod względem wielkości budowli sakralnej.